# Anksa
Anksa é uma vila no distrito de Barddhaman, no estado indiano de West Bengal.

## Demografia
Segundo o censo de 2001, Anksa tinha uma população de 16.528 habitantes. Os indivíduos do sexo masculino constituem 52% da população e os do sexo feminino 48%. Anksa tem uma taxa de literacia de 69%, superior à média nacional de 59,5%; com 58% para o sexo masculino e 42% para o sexo feminino. 12% da população está abaixo dos 6 anos de idade.